# Kindaholms församling
Kindaholms församling är en församling i Marks och Kinds kontrakt i Göteborgs stift. Församlingen ligger i Svenljunga kommun i Västra Götalands län och ingår i Kinds pastorat.
Församlingens område är detsamma som 1952–1970 utgjorde Kindaholms landskommun. 

## Administrativ historik
Församlingen bildades 2006 genom sammanslagning av Håcksviks församling, Kalvs församling, Mårdaklevs församling och Östra Frölunda församling och utgjorde däreftger till 2014 ett eget pastorat. Från 2014 ingår församlingen i Kinds pastorat.

## Kyrkor
- Håcksviks kyrka
- Kalvs kyrka
- Mårdaklevs kyrka
- Östra Frölunda kyrka